# 29337 Hakurojo
29337 Hakurojo este un asteroid din centura principală de asteroizi.

## Descriere
29337 Hakurojo este un asteroid din centura principală de asteroizi. A fost descoperit pe 6 ianuarie 1995 la Geisei de Tsutomu Seki. Asteroidul prezintă o orbită caracterizată de o semiaxă mare de 2,47 ua, o excentricitate de 0,16 și o înclinație de 6,3° în raport cu ecliptica.